# Maddie Blaustein
Madeleine Joan Blaustein (9 de octubre de 1960 - 11 de diciembre de 2008), también conocida como Kendra Bancroft, fue una actriz de voz y escritora de cómics estadounidense conocida por su trabajo de actuación de voz para 4Kids Entertainment, DuArt Film and Video y NYAV Post, por su papel recurrente como el personaje Meowth de la serie de anime Pokémon y por sus cómics escritos para Milestone Comics, en los que presentó uno de los primeros personajes femeninos transgénero de los cómics de superhéroes. Fue la primera locutora intersexual y transgénero de muchas de sus respectivas agencias.

## Carrera
A finales de la década de 1980, Blaustein trabajó para Marvel Comics como editora (varios números de Web of Spider-Man, Marvel Tales y Marvel Saga), como guionista (varios números de Conan the King), y dibujando un one-shot de Power Pachyderms. Escribió una variedad de cómics publicados por DC Comics a principios de la década de 1990, incluidos algunos para el sello Impact Comics y la línea TSR.
En 1994 empezó a trabajar para Milestone Media como directora de producción y escritora. Con la ayuda de su socia Yves Fezzani, a veces anunciadas juntas como "Adam & Yves", escribió números de los títulos emblemáticos Hardware y Static (en los que cocreó el personaje Rubber-Band Man). También escribió (junto con Fezzani) la primera serie limitada de Milestone, Deathwish, que presentaba como personaje central a la oficial de policía transgénero Marisa Rahm, una de las primeras heroínas trans en aparecer en los cómics de superhéroes convencionales. Durante este tiempo, a veces se hacía referencia a ella en los textos editoriales de los cómics como "Addie Blaustein".
Después de dejar Milestone, se desempeñó como directora creativa de Weekly World News.
Blaustein fue actriz de doblaje en 4Kids Entertainment, donde trabajó en la versión doblada en inglés del anime Pokémon. Proporcionó voces de "relleno" para varios personajes hasta el episodio 31, cuando reemplazó a Nathan Price en el papel de Meowth, que interpretó durante la octava temporada. Durante las primarias presidenciales del Partido Demócrata de 2004, prestó su voz a Sméagol en The Mike Malloy Show, anunciando una candidatura presidencial satírica.
A partir de 2004, bajo el seudónimo de Kendra Bancroft, Blaustein fue creadora de contenidos en la plataforma Second Life, ganándose una reputación como modeladora 3D innovadora, competente y confiable en las comunidades donde participaba.

## Vida personal
Blaustein nació como la segunda mayor de cinco hermanos en Long Island, Nueva York. Ella era intersexual y se le asignó hombre al nacer antes de llevar a cabo la transición a mujer. Su experiencia como activista en la comunidad trans la ayudó a organizar y apoyar a grupos de personas en Second Life.
El coordinador de localización y traductor de videojuegos Jeremy Blaustein es su hermano.

### Muerte
Blaustein murió el 11 de diciembre de 2008, a los 48 años en el Christ Hospital de Jersey City, Nueva Jersey, a causa de un virus estomacal no tratado (posiblemente gastroenteritis) que había estado padeciendo un par de semanas antes. Está enterrada en el cementerio Congregation B'nai Israel en Northampton, condado de Hampshire, Massachusetts.

## Trabajo

### Roles de voz
- Cutey Honey: La Película (película de acción real) - Hermana Jill
- Cubix – Dr. K.
- Dino Rey – Helga (Temporada 1)
- One Piece - Dra. Kureha (doblaje de 4kids)
- Domain of Murder – Detective Shimizu
- Funky Cops - Voces adicionales
- G.I. Joe: Sigma 6 - Overkill
- Garfield's Fun Fest - Cocodrilos
- Huntik – Rassimov (Ep. "Mission"; Lanzamiento póstumo)
- Impy's Island – Shoe the Shoebill
- Impy's Wonderland – Shoe the Shoebill
- Jungle Taitei - Madre, Entrenadora
- Hoshi no Kirby - Chef Kawasaki, Waddle Doo, Profesor Curio, Tuggle, Gengu, Melman, Biblio
- Mutant Rampage Bodyslam – L. Wolf Jam
- Pokémon – Meowth (episodios 32-416), voces adicionales
- Crónicas Pokémon – Meowth
- Pokémon, la película: Mewtwo vs. Mew – Meowth
- Pokémon: The Movie 2000 – Meowth
- Pokémon 3: El hechizo de los Unown – Meowth
- Pokémon: Mewtwo Returns – Meowth
- Pokémon 4Ever – Meowth
- Pokémon Heroes – Meowth
- Pokémon: Jirachi y los Deseos – Meowth
- Pokémon: El Destino de Deoxys – Meowth
- Pokémon: Lucario y el misterio de Mew – Meowth
- Samurai Deeper Kyo – Migeira
- Yu-Gi-Oh! Duelo de Monstruos - Solomon Muto
- Yu-Gi-Oh! GX - Sartorius Kumar
- Slayers Try – Jillas Jillos Jilles
- The Little Panda Fighter – Grizzlepuss
- Tiny Robots - Nev1
- Viva Piñata – Corinna
- Wild Cardz - King

### Videojuegos
- Pokémon Channel - Meowth
- Shadow the Hedgehog – Presidente
- Sonic the Hedgehog - E-123 Omega
- Valkyrie Profile – Arngrim, Barbarossa, Lawfer, Lezard Valeth

### Como guionista
- Web of Spider-Man #45 (Marvel Comics)
- Deathwish #1-4 (Milestone Comics, miniserie de 4 números, Yves Fezzani)
- Hardware #20-21, 24, 26-28, 33 (Milestone Comics, The Hunt for Deathwish con Yves Fezzani)
- Static #30-34 (Milestone Comics, con Yves Fezzani)
- Icon #18 (Milestone Comics)

### Como dibujante
- Power Pachyderms – Marvel Comics (1989)